# Alfredo Olmedo
Alfredo Horacio Olmedo (Rosario de la Frontera, 5 de diciembre de 1965) es un político y empresario argentino de tendencia conservadora cristiana. Se desempeñó como diputado nacional por la provincia de Salta entre 2009 y 2013, siendo electo por el partido Salta Somos Todos, del cual fue el principal referente. Fue elegido nuevamente como diputado en 2015, cargo que desempeñó hasta 2019.
Fue candidato a vicegobernador de Salta por el Frente Romero + Olmedo, acompañando en la fórmula al exgobernador provincial Juan Carlos Romero, en las elecciones de 2015. Además fue candidato a gobernador en el año 2011 y 2019 saliendo tercero en ambas oportunidades.

## Vida personal
Hijo mayor del matrimonio de Alfredo Olmedo, mayor productor de soja de la Argentina, conocido como el rey de la soja, y Marta Fernández.
Se casó con Andrea Madariaga, con quien tiene cuatro hijos.

## Carrera política
En 2007, fue elegido senador provincial. En aquel momento, ideó  un «servicio cívico », donde proponía a nivel provincial una especie de servicio comunitario con formación en oficios para jóvenes que no estudien ni trabajen.

### Elecciones provinciales 2011
En 2011 fue candidato a gobernador por el PRO, al punto que Macri apoyó a Olmedo con su visita y que, además, fue él quien le pidió al rabino Sergio Bergman que se involucrara en la campaña a favor del salteño. En dicha campaña prometió que sortearía una Toyota Hilux doble cabina para quien fuese a sus actos políticos. Además prometió más premios para los fiscales con varias motos.
Acompañado por el médico Bernardo Biella como vicegobernador, fue derrotado alcanzando el tercer puesto. Su madre, a su pedido, fue candidata a intendente de Rosario de la Frontera. También fue derrotada.

### Labor parlamentaria
En 2009, fue elegido Diputado nacional, por Salta somos Todos, alineado a nivel nacional con el PRO. Como característica, recurría a eslóganes simples buscando captar a indecisos, como «no vote al pedo, vote a Olmedo»; incluso llegó a sortear camionetas, tractores, electrodomésticos, etc. a sus simpatizantes, como estrategia para lograr rápidamente conocimiento en el electorado a nivel provincial. 
Se caracterizó por sus posturas de tendencia conservadora y cristiana, defendiendo el servicio militar obligatorio y la educación católica obligatoria en las escuelas; y oponiéndose al matrimonio entre personas del mismo sexo y al aborto. Captó atención nacional por sus reiteradas declaraciones tachadas de homofóbicas, llegando incluso a afirmar «yo tengo la mente cerrada y la cola también».
En 2013 propuso la castración química como castigo a los violadores.
En 2012 presentó un proyecto de ley para crear baños especiales para homosexuales, tanto en lugares públicos como privados.
En noviembre de 2016 se expresó en contra de que habitantes extranjeros se atiendan en hospitales públicos argentinos y pidió que para ellos el servicio no sea gratuito, encargándose los gobiernos de sus países de origen de financiarlo.
El legislador Olmedo fue el único que votó de forma negativa a la aprobación de la ley contra el beneficio del 2×1 para los represores de la última dictadura cívico-militar argentina.
El 9 de mayo de 2017, fue el único diputado en votar en contra de la propuesta de ley para prohibir que se aplique el 2x1 a represores de la dictadura en Argentina. En diciembre de 2018 fue el único diputado que votó en rechazo de la Ley Micaela, que establece la capacitación obligatoria en género para todas las personas integrantes de los tres poderes estatales.

### Elecciones provinciales 2019
En 2019 se presentó como candidato a gobernador en alianza con la Unión Cívica Radical, el Partido Renovador de Salta, Ahora Patria, su propio partido y Salta Independiente referenciado en el exdiputado nacional Bernardo Biella. En dicha ocasión sería acompañado por Miguel Nanni como candidato a vicegobernador; juntos lograrían 107.894 votos y serían la tercera fuerza de la provincia por detrás de Gustavo Sáenz, electo gobernador y Sergio Leavy del Frente de Todos.

### Elecciones nacionales 2023
En 2023 fue candidato a parlamentario regional del Parlasur de La Libertad Avanza en el distrito Salta, acompañando a Javier Milei, sería expulsado de su banca en el Parlasur tras las múltiples de que Olmedo abusó de sus funciones excluyendo a parlamentarios de comisiones de forma arbitraria. Además, en la sesión ordinaria de ese mes impuso la presencia de personal de seguridad en los ingresos al recinto generando fuertes tensiones y hasta situaciones de contacto físico indebido y acoso sexual con parlamentarias de Brasil y Paraguay que lo denunciaron públicamente durante la sesión, Las repetidas irregularidades le valieron el repudio generalizado. Ya en marzo, con la firma de 31 parlamentarios de Argentina, que se había pedido el reemplazo de Olmedo en el cargo por la pérdida total de confianza, siendo desaforado con 50 votos a favor y 12 en contra.

## Controversias

### Denuncia por uso no autorizado de imagen
En campaña para diputado nacional en 2011, utilizó una fotografía con el jugador de fútbol Lionel Messi sin autorización en afiches y carteles, lo que le valió una demanda millonaria por parte de este jugador.

### Causas derivadas de su actividad agrícola
En 2016 el diario Página/12 denunció que Olmedo recibió 360.000 hectáreas del gobernador Juan Carlos Romero en la década de 1990 y avanzó de forma intimidatoria contra campesinos e indígenas wichi. Según denuncias, Olmedo hizo buena parte de su fortuna gracias a estas tierras, desmontadas para sembrar soja. Además se le eximió de pagar impuestos hasta 2021. El Ministerio de Trabajo salteño registró que hubo doscientas familias expulsadas de esas tierras. También comprobaron que no hay cloacas, agua potable ni atención médica suficiente para los trabajadores. Además, Olmedo debió declarar como imputado por los presuntos delitos de trata de personas y reducción a la servidumbre luego de que se descubriera en una inspección de la AFIP en su finca AHO a cuatrocientas personas en sus tierras en La Rioja, que vivían en “condiciones infrahumanas”.

#### Imputación penal por trabajo esclavo y demandas laborales
Alfredo Olmedo fue imputado en una causa penal por la que se lo investiga por trabajo esclavo en sus plantaciones de olivares. En sus fincas fueron halladas por un control oficial cuatrocientas personas reducidas a la servidumbre, entre ellas muchos niños.
En 2019 el diputado fue demandado, entre otras cosas, de no pagar el aguinaldo y el bono de fin de año, además de mantener en una situación precaria a más de treinta trabajadores riojanos por los que no realizó los aportes. Días después se presentó otra denuncia de una ciudadana bandeña que denunció que su hijo y un sobrino suyo eran explotados laboralmente en una finca ubicada en La Rioja. La denunciante relató que su esposo le pedía ayuda para regresar a la casa porque “quería salir como sea de ese lugar” y que su primo “se encontraba en mal estado de salud debido a las condiciones insalubres en la que se encontraban, donde no se alimentaban bien y consumían únicamente agua".

#### Imputación en la cámara de diputados por inhabilidad moral
En 2011 fue imputado por reducción a servidumbre; la diputada Victoria Donda propuso su destitución como diputado por tales hechos. Por lo que el diputado del PRO en Salta, fue citado en la Cámara Baja en el marco de las denuncias por trabajo esclavo en sus campos.

### Escándalo mediático
En 2015 se viralizó un video suyo saliendo de un albergue transitorio con una amante a pesar de estar casado y expresarse "a favor de los valores familiares"; al respecto señaló que: "Cuando mi mujer me conoció sabía que era fiestero". Años antes, en 2010 también había sido encontrado infraganti en el prostíbulo Cocodrilo, junto con periodistas y varios funcionarios porteños, de Buenos Aires.

### Declaraciones tachadas de homofóbicas
Así como hay personas que están orgullosas de ser gay yo estoy orgulloso de ser hombre y padre de familia
Alfredo Olmedo.

En debate en un programa televisivo, con la activista LGBT María Rachid, afirmó:

Normal es caminar con los dos pies, ustedes nos quieren hacer caminar patas para arriba... Quiero ser muy claro, quiero que sepa que la respeto, usted es una mujer hermosa, tenga un hijo en forma natural y sabe lo feliz que la va a hacer tener un hijo de ese vientre y que le dé realmente el amor que siente una madre, porque siente que engendra un hijo en el mundo, y le puedo asegurar que me va a venir a buscar para decirme: gracias Alfredito, me cambió la vida
Olmedo, a María Rachid.

### Causa por lavado de activos
Alfredo Olmedo fue investigado por sus vinculaciones con Enrique "El Oso" Argumedo, condenado por narcotráfico y asaltos a bancos, que llevó a la fiscalía de Mendoza a investigar a Olmedo por lavado de activos.

### Imputación por homicidio
En noviembre de 2018, fue imputado por homicidio culposo, ya que mientras conducía su camioneta el diputado salteño chocó a otro auto en la autopista Dellepiane. Hubo cuatro heridos; uno de ellos murió en el hospital.

### Imputado por tentativa de contrabando
En 2021 fue imputado por tentativa de contrabando de un avión valuado en USD 14 millones

### Castigos físicos en la escuela
Como parlamentario para el Parlasur del espacio La Libertad Avanza se manifestó a favor de los castigos físicos como herramienta pedagógica en los colegios.